# بيرسي ميلز (لاعب كريكت)
بيرسي ميلز (7 مايو 1879 - 8 ديسمبر 1950) (بالإنجليزية: Percy Mills)‏ هو لاعب كريكت بريطاني وبريطاني (وحمل سابقاً جنسية المملكة المتحدة لبريطانيا العظمى وأيرلندا).